# Philips NMS-8280

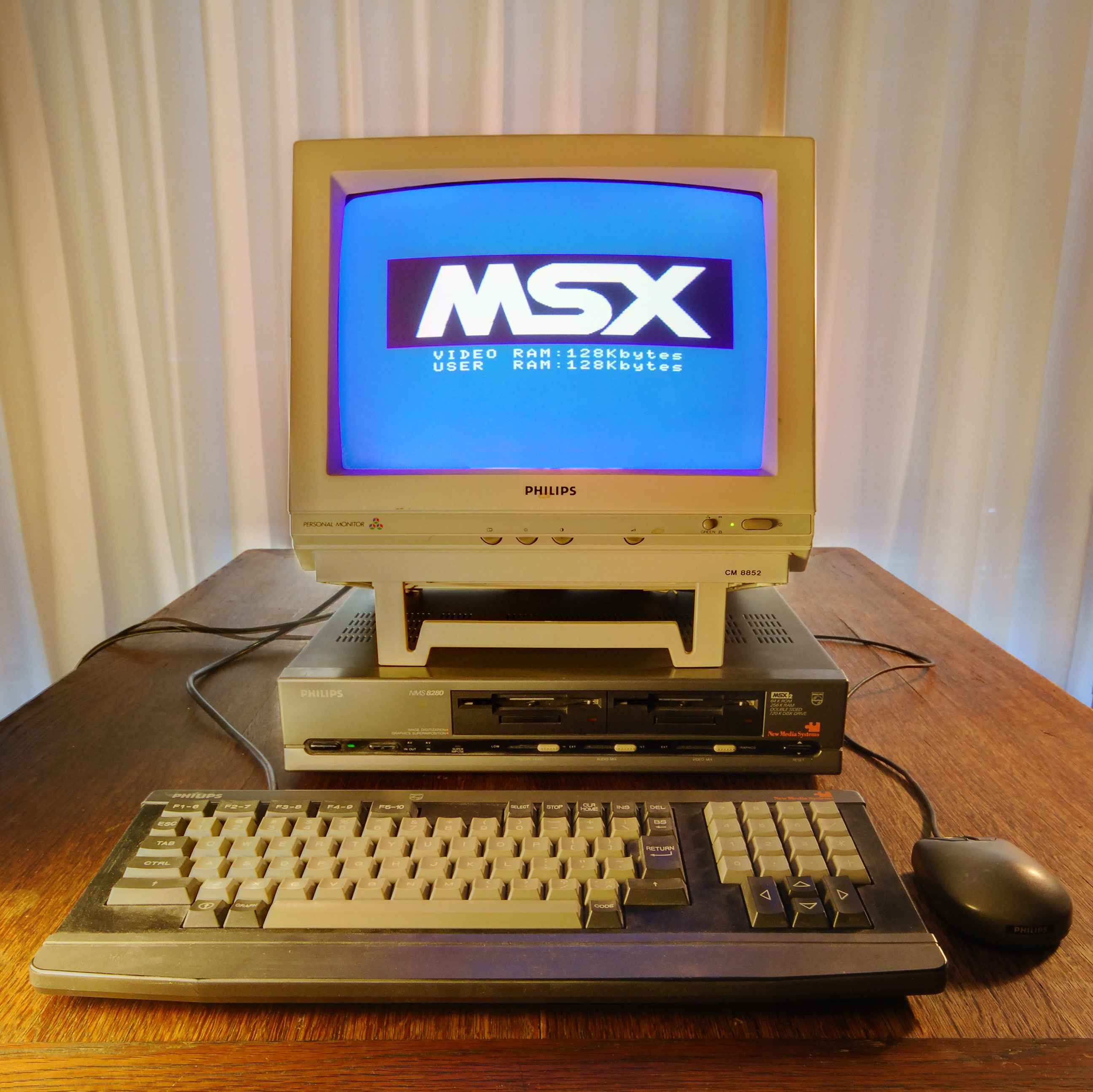
Philips NMS-8280

Der Philips NMS-8280 war ein MSX-2-Computer (8-Bit-Computersystem) der niederländischen Firma Philips, der 1987 auf den Markt gebracht wurde. Die Abkürzung NMS steht für New Media System. Sein integriertes Genlock ermöglichte den professionellen Videoeinsatz. Das Gehäuse ließ sich in einem Videorack unterbringen.

## Beschreibung
Der Computer war aufgeteilt in ein Desktop-Gehäuse und eine externe deutsche Tastatur. Dies war für MSX-Computer eher eine seltene Form. Die meisten MSX-Computer waren Geräte, bei denen die Tastatur und die CPU in einem einzigen Gehäuse untergebracht waren. Technisch war er fast gleich ausgerüstet wie der Philips VG-8235.
Der Computer war mit einem Zilog Z80A-Mikroprozessor mit einer Taktfrequenz von 3,58 MHz ausgestattet. Der Arbeitsspeicher wie auch der Videospeicher waren jeweils 128 KB groß. Er verfügte über einen VDP-Video-Display-Prozessor Yamaha YM9938 sowie über einen Soundchip S3527, der drei Stimmen über acht Oktaven ermöglichte. Der Philips NMS-8280 hatte eine Kassetten-Schnittstelle, Video-Ein- und ausgang sowie zwei Cartridge-Slots und je einen Anschluss für die Tastatur und einen Drucker. Ebenso hatte er einen HF-Antennen-Anschluss und zwei Ports für Joysticks. Standardmäßig waren zwei 3,5-Zoll-Floppylaufwerke für 720-KB-Disketten vorhanden. Ebenso verfügte er über ein integriertes Genlock.
An den Videoeingang konnte eine externe Quelle angeschlossen und so das Bild digitalisiert werden. Das Bild hatte dann eine Auflösung von 256×212 Bildpunkten bei 256 Farben. Das Signal der externen Videoquelle konnte mit dem Computerbild gemischt werden, um Videoeffekte zu erzeugen und Bildtitel einzublenden.